# Чистина
Чистина — потік в Україні у Львівському районі Львівської області. Правий доплив Бухти (басейн Вісли).

## Опис
Довжина потоку приблизно 4,56 км, найкоротша відстань між витоком і гирлом — 3,41  км, коефіцієнт звивистості річки — 1,34 . Формується декількома безіменними струмками.

## Розташування
Бере початок на південно-західній стороні від села Пнікут. Тече переважно на південний захід листяним лісом і на північно-західній околиці села Боляновичі впадає у річку Бухту, праву притоку річки Вігору.